# Taiwanotrichia dorsopilosa
Taiwanotrichia dorsopilosa är en skalbaggsart som beskrevs av Li och Yang 1991. Taiwanotrichia dorsopilosa ingår i släktet Taiwanotrichia och familjen Melolonthidae. Inga underarter finns listade i Catalogue of Life.